# Samantha Ardente
Samantha Ardente est une actrice et une productrice de films pornographiques chez Les Productions Sam Ardente. 

## Biographie
Samantha Ardente est une actrice pornographique québécoise qui a acquis une certaine notoriété à la suite du scandale lié à son licenciement d'une école secondaire de Lévis, en 2011. Sa participation au film Abuseurs en série 2 a fait le tour du monde à la suite de ce qui est maintenant considéré comme l’affaire Sam Ardente. Ce scandale a fait d’elle la secrétaire la plus sexy de la planète[réf. nécessaire]; on a même parlé d’elle en Angleterre, en Allemagne, au Pérou et en Hongrie, pour ne nommer que les principaux.
Par la suite, les films Gangbang de Samantha Ardente et Ado 101 : Pyjama Party ont fait d’elle une star du X au Québec.Elle aime  maintenant magasiner chez Walmart avec Olivier B.Pour profiter pleinement de ce succès, Samantha Ardente a lancé sa propre boîte de production de pornographie : je la prend quand tu la prends.Les productions Sam Ardente et son propre site web : le http://www.samanthaardente.com. 

## Filmographie sélective
- 2015 : 40 ans, viens fourrer maman (Pegas Productions)
- 2015 : Maman les aime jeunes (Pegas Productions)
- 2015 : Québec dévergondé
- 2015 : Ardente Party (Les Productions Sam Ardente)
- 2014 : Ardente on The Beach (Les Productions Sam Ardente)
- 2014 : Les Fantasmes de Samantha Ardente (Les Productions Sam Ardente)
- 2013 : 1 000 % Samantha Ardente (Les Productions Sam Ardente)
- 2012 : Ardente et Bandante, Samantha (Pegas Productions)
- 2011 : Gangbang de Samantha Ardente (Pegas Productions)
- 2011 : 1 idiot fourre 5 gardiennes (Pegas Productions)
- 2011 : Ado 101 : Pyjama Party (Pegas Productions)
- 2010 : Abuseurs en série 2 (Pegas Productions)